# Bodrogi János
Bodrogi János (Székelyudvarhely, 1869. június 29. – Kolozsvár, 1954. augusztus 24.) magyar történész, publicista. Károlyi Zsuzsannáról, Bethlen Gábor első feleségéről írt tanulmányt.

## Életútja
Tanulmányait a kolozsvári egyetemen végezte, 1893-tól 1934-ig történelem-földrajz szakos tanár volt a nagyenyedi Bethlen Gábor Kollégiumban, az utolsó évben rektor-professzor. Főként a kollégium történetével és Kossuth Lajos hírlapírói munkásságával foglalkozott, Károlyi Zsuzsánna fejedelem-asszony című tanulmánya önálló kötetben jelent meg Nagyenyeden (1899). Cikkeit, történelmi tanulmányait az Alsófehér és a Közérdek című nagyenyedi lapok, a Bethlen Kollégium értesítői, a Hunyad megyei Történelmi és Régészeti Társulat évkönyvei, az Erdélyi Múzeum-Egyesület (EME) emlékkönyvei s a Brassói Lapok (1922) közölték. Nagyenyed művelődési életében tevékeny szerepet játszott. Az Andreanumról című értekezését a Magyar Kisebbség adta közre (1924).